# Landkreis Ludwigslust
Landkreis Ludwigslust is een voormalig Landkreis in de Duitse deelstaat Mecklenburg-Voor-Pommeren. Het had een oppervlakte van 2517 km².

## Geschiedenis
Ludwigslust ontstond op 12 juni 1994 door de samenvoeging van de toenmalige Landkreisen Ludwigslust, Hagenow en de Ämter Rastow en Stralendorf uit het Landkreis Schwerin.
Op 4 september 2011 is Ludwiglust samen met Parchim opgegaan in het nieuwe Landkreis Ludwigslust-Parchim.

## Steden en gemeenten
Het Landkreis was op het moment van opheffing bestuurlijk in de volgende steden en gemeenten onderverdeeld:
| Amtsvrije gemeenten 1. Boizenburg/Elbe, Stad * 2. Hagenow, Stad * 3. Lübtheen, Stad 4. Ludwigslust, Stad * |

Ämter met deelnemende gemeenten/steden
* = Bestuurscentrum van de Amtsverwaltung
| | | |
| - 1. Amt Boizenburg-Land (* Bestuurszetel te Boizenburg/Elbe) 1. Bengerstorf 2. Besitz 3. Brahlstorf 4. Dersenow 5. Gresse 6. Greven 7. Neu Gülze 8. Nostorf 9. Schwanheide 10. Teldau 11. Tessin b. Boizenburg - 2. Amt Dömitz-Malliß 1. Dömitz, Stad * 2. Grebs-Niendorf 3. Karenz 4. Malk Göhren 5. Malliß 6. Neu Kaliß 7. Vielank - 3. Amt Grabow 1. Balow 2. Brunow 3. Dambeck 4. Eldena 5. Gorlosen 6. Grabow, Stad * 7. Karstädt 8. Kremmin 9. Milow 10. Möllenbeck 11. Muchow 12. Prislich 13. Steesow 14. Zierzow | - 4. Amt Hagenow-Land (* Bestuurszetel te Hagenow) 1. Alt Zachun 2. Bandenitz 3. Belsch 4. Bobzin 5. Bresegard bei Picher 6. Gammelin 7. Groß Krams 8. Hoort 9. Hülseburg 10. Kirch Jesar 11. Kuhstorf 12. Moraas 13. Pätow-Steegen 14. Picher 15. Pritzier 16. Redefin 17. Setzin 18. Strohkirchen 19. Toddin 20. Warlitz - 5. Amt Ludwigslust-Land (* Bestuurszetel te Ludwigslust) 1. Alt Krenzlin 2. Bresegard bei Eldena 3. Göhlen 4. Groß Laasch 5. Leussow 6. Lübesse 7. Lüblow 8. Rastow 9. Sülstorf 10. Uelitz 11. Warlow 12. Wöbbelin | - 6. Amt Neustadt-Glewe 1. Blievenstorf 2. Brenz 3. Neustadt-Glewe, Stad * - 7. Amt Stralendorf 1. Dümmer 2. Holthusen 3. Klein Rogahn 4. Pampow 5. Schossin 6. Stralendorf * 7. Warsow 8. Wittenförden 9. Zülow - 8. Amt Wittenburg 1. Körchow 2. Lehsen 3. Wittenburg, Stad * 4. Wittendörp - 9. Amt Zarrentin 1. Gallin 2. Kogel 3. Lüttow-Valluhn 4. Vellahn 5. Zarrentin am Schaalsee, Stad * |

## Bestuurlijke herindelingen
Sinds de oprichting van het district in 1994 hebben er diverse bestuurlijke herindelingen plaatsgevonden. Tot op heden betreft het de volgende wijzigingen.

### Amt
- Fusie van de voorheen amtsvrije stad Wittenburg met het Amt Wittenburg-Land tot het Amt Wittenburg op 1 januari 2004.
- Opheffing van het Amt Lübtheen en oprichting van de amtsvrije stad Lübtheen op 13 juni 2004.
- Fusie van de Ämter Malliß en Dömitz tot het Amt Dömitz-Malliß met uitzondering van de gemeente Gorlosen die overging naar het Amt Grabow-Land op 13 juni 2004.
- Opheffing van het Amt Vellahn, waarbij de gemeenten Brahlstorf en Dersenow over zijn gegaan naar het Amt Boizenburg-Land en de gemeente Vellahn naar het Amt Zarrentin op 1 augustus 2004.
- Opheffing van het Amt Rastow waarbij de gemeenten zijn overgegaan naar het Amt Ludwigslust-Land op 1 januari 2005.
- Fusie van de stad Grabow met het Amt Grabow-Land tot het Amt Grabow op 1 januari 2005.

### Gemeente
- Annexatie van de gemeente Parum door Dümmer met uitzondering van het Ortsteil Pogreß op 13 juni 1999.
- Samenvoeging van de gemeenten Boddin, Dodow, Dreilützow, Drönnewitz, Karft, Luckwitz, Tessin b. Wittenburg, Waschow en het Ortsteil Pogreß uit Parum tot de gemeente Wittendörp op 13 juni 1999.
- Annexatie van de gemeenten Heidhof, Polz en Rüterberg door Dömitz op 13 juni 2004.
- Annexatie van de gemeente Dadow door Gorlosen op 13 juni 2004.
- Annexatie van de gemeenten Garlitz, Gößlow en Jessenitz door Lübtheen op 13 juni 2004.
- Annexatie van de gemeente Krinitz door Milow op 13 juni 2004.
- Annexatie van de gemeente Werle door Prislich op 13 juni 2004.
- Annexatie van de gemeenten Banzin, Bennin, Camin, Kloddram, Melkof en Rodenwalde door Vellahn op 13 juni 2004.
- Annexatie van de gemeenten Tewswoos en Woosmer door Vielank op 13 juni 2004.
- Annexatie van de gemeenten Bantin, Lassahn en Neuhof door Zarrentin am Schaalsee op 13 juni 2004.
- Samenvoeging van de gemeenten Grebs en Niendorf an der Rögnitz tot de gemeente Grebs-Niendorf op 13 juni 2004.
- Samenvoeging van de gemeenten Lüttow en Valluhn tot de gemeente Lüttow-Valluhn op 13 juni 2004.
- Annexatie van de gemeenten Glaisin en Kummer door Ludwigslust op 1 januari 2005.
- Annexatie van de gemeente Fahrbinde door Rastow op 1 januari 2005.
- Samenvoeging van de gemeenten Klein Bengerstorf en Wiebendorf tot de gemeente Bengerstorf op 1 januari 2005.

Bad Doberan · Demmin · Greifswald · Güstrow · Ludwigslust · Mecklenburg-Strelitz · Müritz · Neubrandenburg · Nordvorpommern · Nordwestmecklenburg · Ostvorpommern · Parchim · Rostock · Rügen · Schwerin · Stralsund · Uecker-Randow · Wismar